# Хордейк, Хенк
Хендрик (Хенк) Хордейк (нидерл. Hendrik "Henk" Hordijk; 19 сентября 1893, Утрехт — 4 декабря 1975, Амстердам) — нидерландский футболист, игравший на позиции полузащитника, выступал за амстердамские команды «Блау-Вит» и «Аякс». В составе «Аякса» дебютировал в 1914 году — дважды выигрывал с командой чемпионат Нидерландов и один раз кубок страны. За национальную сборную Нидерландов сыграл девять матчей.
Отец футболиста Япа Хордейка.

## Личная жизнь
Хендрик родился в сентябре 1893 года в Утрехте. Отец — Хендрик Хордейк, мать — Алида София ван дер Стром, оба родителя были родом из Утрехта.
По профессии был каменщиком. Женился в возрасте двадцати трёх лет — его избранницей стала 25-летняя Якоба Хекман, уроженка Утрехта. Их брак был зарегистрирован 15 ноября 1916 года в Амстердаме. В январе 1917 года у них родился сын Якоб, а в августе 1918 года дочь Алида София. В июле 1922 года у них родился второй сын — Хендрик, а в марте 1931 года вторая девочка — Петронелла.
Старший сын Якоб, известный как Яп, тоже стал футболистом, выступал за «Аякс» и немецкий «Потсдам 03». В январе 1958 года супруга Хенка умерла в возрасте 66 лет.
Умер 4 декабря 1975 года в возрасте 82 лет в Амстердаме.

## Статистика

### Матчи Хордейка за сборную Нидерландов
| Матчи Хордейка за сборную Нидерландов | Матчи Хордейка за сборную Нидерландов | Матчи Хордейка за сборную Нидерландов | Матчи Хордейка за сборную Нидерландов | Матчи Хордейка за сборную Нидерландов | Матчи Хордейка за сборную Нидерландов |
| ------------------------------------- | ------------------------------------- | ------------------------------------- | ------------------------------------- | ------------------------------------- | ------------------------------------- |
| №                                     | Дата                                  | Соперник                              | Счёт                                  | Голы Хордейка                         | Соревнование                          |
| 1                                     | 9 июня 1919                           | Швеция                                | 3:1                                   | —                                     | Товарищеский матч                     |
| 2                                     | 24 августа 1919                       | Швеция                                | 1:4                                   | —                                     | Товарищеский матч                     |
| 3                                     | 31 августа 1919                       | Норвегия                              | 1:1                                   | —                                     | Товарищеский матч                     |
| 4                                     | 15 мая 1921                           | Бельгия                               | 1:1                                   | —                                     | Кубок Ванден Абеле 1921               |
| 5                                     | 13 ноября 1921                        | Франция                               | 5:0                                   | —                                     | Товарищеский матч                     |
| 6                                     | 26 марта 1922                         | Бельгия                               | 0:4                                   | —                                     | Кубок Ванден Абеле 1922               |
| 7                                     | 17 апреля 1922                        | Дания                                 | 2:0                                   | —                                     | Товарищеский матч                     |
| 8                                     | 7 мая 1922                            | Бельгия                               | 1:2                                   | —                                     | Кубок Rotterdamsch Nieuwsblad 1922    |
| 9                                     | 19 ноября 1922                        | Швейцария                             | 0:5                                   | —                                     | Товарищеский матч                     |

Итого: 9 матчей / 0 голов; 3 победы, 2 ничьи, 4 поражения.